# Alright (cântec de Janet Jackson)
„Alright” este un cântec al interpretei americane Janet Jackson. Piesa a fost compusă de Jimmy Jam și Terry Lewis și Jackson, fiind inclusă pe cel de-al patrulea material discografic de studio al artistei, Rhythm Nation 1814. „Alright” a ocupat locul 7 în Canada și locul 4 în Statele Unite ale Americii, devenind un hit moderat la nivel mondial.

## Clasamente
| Clasament                            | Poziția maximă | Referință |
| ------------------------------------ | -------------- | --------- |
| Australian Singles Chart             | 100            | [ 4 ]     |
| Belgian Singles Chart (Flandra)      | 29             | [ 5 ]     |
| Canadian Hot 100                     | 7              | [ 6 ]     |
| Dutch Singles Chart                  | 35             | [ 7 ]     |
| German Singles Chart                 | 43             | [ 8 ]     |
| Irish Singles Chart                  | 14             | [ 9 ]     |
| New Zealand Singles Chart            | 28             | [ 2 ]     |
| UK Singles Chart                     | 20             | [ 10 ]    |
| U.S. Billboard Hot 100               | 4              | [ 3 ]     |
| U.S. Billboard Hot R&B/Hip-Hop Songs | 2              | [ 3 ]     |
| U.S. Billboard Hot Dance Club Play   | 1              | [ 3 ]     |